# Hans Wegner
Hans Jørgensen Wegner (Tondern, 2 april 1914 - 26 januari 2007) was een van de meest vindingrijke van de Deense meubelontwerpers. Zijn knap ontworpen stoelen paren degelijk vakmanschap aan een uitgepuurde minimalistische vormgeving, geïnspireerd door de gebruiksvoorwerpen van de Shakers. Vooral door het werk van Wegner werd het Deens design in de jaren vijftig van de 20e eeuw een begrip.

## Beroepsloopbaan

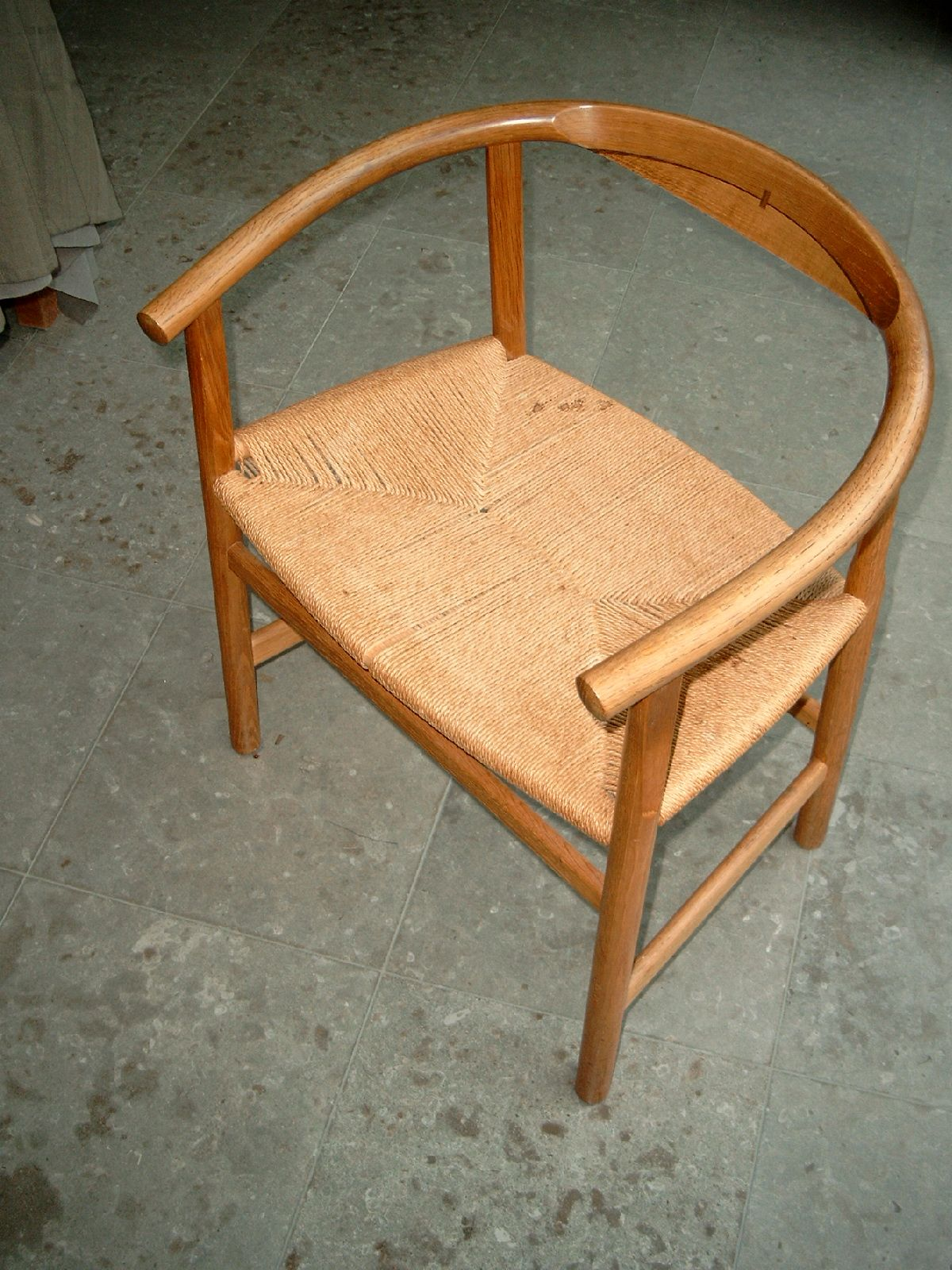
Ontwerp stoel Hans Wegner (model PP203)

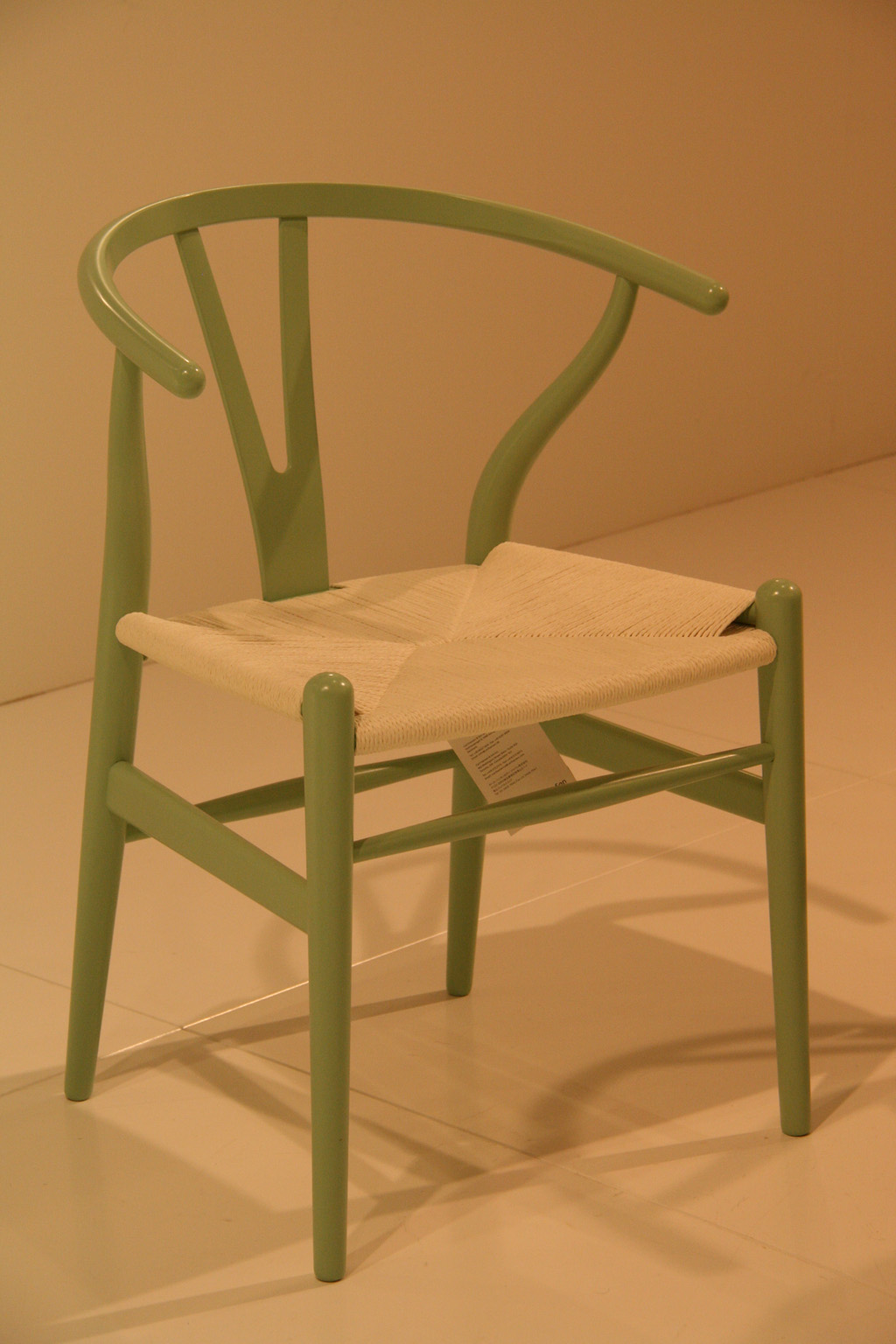
Y-stoel

Hij volgde de cursus meubelmaken aan het Technologisch Instituut te Kopenhagen. Daarna vervolmaakte hij er zich aan de school voor Kunst, Ambacht en Design van (1936 tot 1938), waar hij later ook doceerde. In 1938 werkte hij als assistent-ontwerper te Aarhus, Jutland bij het architectenbureau van Arne Jacobsen en Erik Moller tot hij in 1943 zijn eigen ontwerpbureau aldaar startte. In 1946 maakte hij de overstap naar Kopenhagen met een gevarieerde activiteit van lesgever, ontwerper in de studio van Palle Suenson en eigen designopdrachten. Daarna zagen zijn meest bekende stoelontwerpen het licht zoals de Windsorstoel of 'Peacockstoel' en zijn klassiek geworden Y-stoel, ook genoemd 'vorkbeenstoel'.

## Leven in jaartallen
- 1914 Hans J. Wegner wordt in het Duitse Tondern (sinds 1920 Denemarken) geboren als zoon van een meester-schoenmaker. Het vakmanschap wordt hem met de paplepel ingegoten.
- 1936-1938 Studeert aan het Teknologisk Institut te Kopenhagen en volgt een opleiding meubelontwerpen bij Olga Mølgaard Nielsen aan de Kunsthåndvaerkerskolen
- 1938 Wegner werkt voor de architecten Erik Møller en Flemming Lassen
- 1940 Werkt samen met onder andere Arne Jacobsen aan het stadhuis van Aarhus in Jutland. Maakt ontwerpen voor eenvoudig maar degelijk handgemaakt meubilair. Gaat een samenwerking aan met Johannes Hansen en ontwerpt talrijke stoelen voor diens bedrijf
- 1943-1946 Wegner leidt zijn eigen ontwerpbureau
- 1943 Wegner ontwerpt de Chinese stoel
- 1946 Wegner vestigt zich in Kopenhagen; hij is actief als docent, ontwerper voor Palle Suenson en heeft eigen opdrachten
- 1947 Wegner ontwerpt de stoel Peacock of pauwenstoel[1]
- 1949 Wegner start de samenwerking met Carl Hansen & Søn. Ontwerp van de Round Chair
- 1949-1950 Wegner ontwerpt de Y-stoel of de Wishbone Chair (CH 24)
- 1951 Wegner krijgt de Lunningprijs toegekend
- 1953 Wegner ontwerpt de Valet
- 1963 Wegner ontwerpt de Shell Stoel (CH 07)
- 2007 Overlijden van Hans J. Wegner

## Stoel JH 501/503

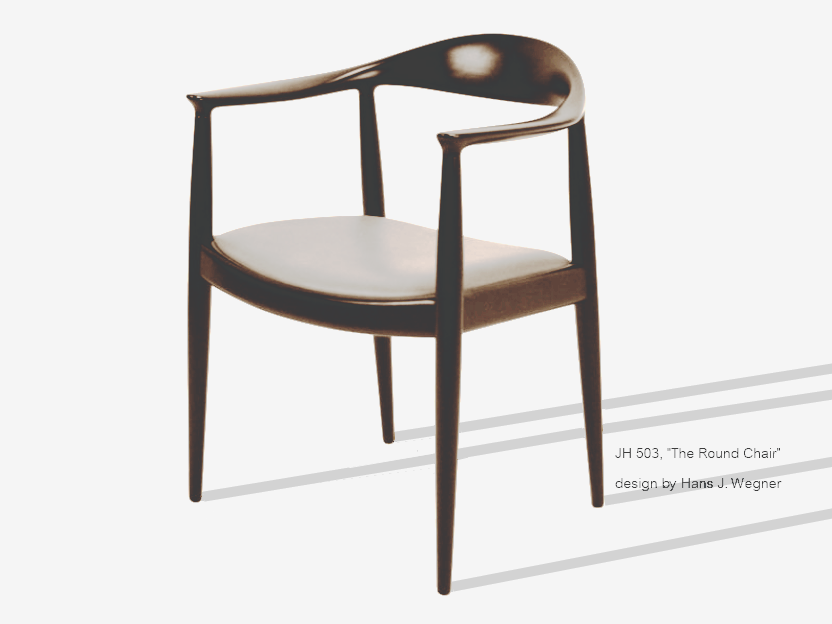
Chair JH503

Deze stoel is kenmerkend voor de stijl van Wegner door de eenvoud en de uitgepuurde vorm. De stoel bevat geen sporten, hetgeen mogelijk gemaakt is door de met elkaar verbonden arm- en rugleuning en de diepe zitting. De poten verbreden aan de kruising met de zitting. het oorspronkelijke ontwerp JH 501 had een geweven zitting (1949), in 1950 werd de stoel ook uitgevoerd met een lederen zitting, aangeduid als JH 503.

## Trivia
Tijdens het befaamde televisiedebat in 1960 tussen de beide Amerikaanse presidentskandidaten Richard Nixon en John F. Kennedy zat deze laatste in een stoel van Hans J. Wegner.